# Sitalcina
Genre
Synonymes
- Metapachylus Banks, 1909 nec F. O. Pickard-Cambridge, 1905

Sitalcina est un genre d'opilions laniatores de la famille des Phalangodidae.

## Distribution
Les espèces de ce genre sont endémiques des États-Unis. Elles se rencontrent en Californie et en Arizona.

## Liste des espèces
Selon World Catalogue of Opiliones (09/10/2021) :
- Sitalcina borregoensis Briggs, 1968
- Sitalcina californica (Banks, 1893)
- Sitalcina catalina Ubick & Briggs, 2008
- Sitalcina flava Briggs, 1968
- Sitalcina lobata Goodnight & Goodnight, 1942
- Sitalcina oasiensis DiDomenico & Hedin, 2016
- Sitalcina peacheyi Ubick & Briggs, 2008
- Sitalcina rothi Ubick & Briggs, 2008
- Sitalcina seca Ubick & Briggs, 2008
- Sitalcina sura Briggs, 1968
- Sitalcina ubicki DiDomenico & Hedin, 2016

## Publication originale
- Banks, 1911 : « The Phalangida of California. » Pomona College Journal of Entomology, vol. 3, p. 412–421 (texte intégral).